# Paussus scorteccii
Paussus scorteccii is een keversoort uit de familie van de loopkevers (Carabidae). De wetenschappelijke naam van de soort is voor het eerst geldig gepubliceerd in 1959 door Luna de Carvalho.